# The Right to Love (1930)
The Right to Love ist ein US-amerikanischer Spielfilm aus dem Jahr 1930. Das Drehbuch basiert auf dem Roman Brook Evans von Susan Glaspell.

## Handlung
Der Mittelwesten der USA. Naomi Kellogg und der Nachbarssohn Joe Copeland lieben sich. Da die beiden Familien verfeindet sind, müssen sie sich jedoch heimlich treffen. Doch das junge Glück ist nur von kurzer Dauer. Joe fällt einem Unfall mit einer Erntemaschine zum Opfer. Naomis Eltern erfahren von der Liebelei und sind empört, dass sich ihre Tochter über die strengen moralischen Linien hinweggesetzt hat. Sie soll nun Caleb Evans heiraten.
Nach der Hochzeit bringt Naomi das Mädchen Brook zur Welt. Das Mädchen wächst heran und verliebt sich später in Tony. Naomi unterstützt ihre Tochter, mit Tony davonzulaufen, weil Caleb dieser Liebschaft negativ gegenübersteht. Naomi klärt Brook auf, dass Caleb nicht ihr richtiger Vater ist. Das geschockte Mädchen wendet sich von Naomi ab und Caleb zu. Caleb will sie dazu bewegen, als Missionarin nach China zu gehen.
In China lernt Brook den impulsiven Eric Helge kennen. Nach einiger Zeit kommen Brook Einwände gegen das Verhältnis mit Eric. Doch als sie die Nachricht erreicht, dass ihre Mutter gestorben sei, entscheidet sie sich, dem Willen ihrer Mutter zu folgen. Sie beeilt sich, Eric zu folgen, der sich auf den Weg in ein neues Leben gemacht hat.

## Kritiken
Mordaunt Hall von der New York Times lobte Ruth Chatterton, die ihre Doppelrolle klug spiele, besonders bei den technischen Problemen, die dies mit sich bringe. Dabei sei das Spiel der Hauptdarstellerin interessanter als die gesamte Geschichte.

## Auszeichnungen
Bei der Oscarverleihung 1931 wurde Charles Lang in der Kategorie Beste Kamera nominiert.

## Hintergrund
Die Uraufführung fand am 27. Dezember 1930 statt.